# پیران (لردگان)
پیران روستایی از توابع بخش مرکزی شهرستان لردگان در استان چهارمحال و بختیاری ایران می‌باشد.

## جمعیت
این روستا در دهستان میلاس قرار دارد و براساس سرشماری مرکز آمار ایران در سال ۱۳۹۰، جمعیت آن ۲۹۴ نفر (۶۷ خانوار) بوده‌است.
این روستا در ۳ کیلومتری شهر لردگان قرار دارد.
از مشاهیر این روستا می‌توان به ملا خیراله جلیل پور از آزادی طلبان دوره استبداد رضاشاه اشاره کرد که از همرزمان علیمردان خان بختیاری در مبارزه با استبداد بوده وی ۱۳۰۸ به علت مبارزات سیاسی علیه حکومت پهلوی اول به حبس ابد محکوم گردید و در دی ماه سال ۱۳۲۰ هجری شمسی به علت ورود متفقین به ایران و خروج رضا شاه از ایران و به دنبال آزاد سازی زندانیان سیاسی پس از ۱۲ سال از زندان قصر تهران آزاد شد. از افرادی که با ایشان به سبب مبارزات سیاسی بر ضد استبداد رضا شاه دستگیر شدند می‌توان به افراد ذیل اشاره کرد: 
1. علی مردان خان، چهارلنگ.
2. محمّد رضا خان زراسوند، سردار فاتح.
3. محمّد جواد خان زراسوند، سردار اقبال.
4. الیاس خان زراسوند ، صارم الملک، پسر سردار ظفر.
5. نصرت‌الله خان ایلخانی زراسوند، پسر سردار ظفر.
6. علی محمّد خان ایلخانی زراسوند، پسر سردار ظفر.
7. احمد خان ایلخانی زراسوند، نوهٔ سردار ظفر.
8. علی صالح خان زراسوند ، ایلخان بختیاری، پسر سردار ظفر.
9. امیر حسین خان، ایلخان ظفر، پسر سردار ظفر.
10. محمد تقی خان اسعد، امیر جنگ، برادر جعفرقلی خان، سردار اسعد.
11. منوچهر خان اسعد، برادر جعفرقلی خان، سردار اسعد.
12. محمد خان اسعد، سالار اعظم.
13. خان بابا خان اسعد، برادر جعفرقلی خان سردار اسعد.
14. تیمور خان اسفندیاری زراسوند ، پسر سردار اقبال.
15. حبیب‌الله خان اسفندیاری زراسوند ، برادر سردار اقبال.
16. عبدالکریم خان سالار ارفع، سرداریان، برادر سردار اقبال.
17. سلطان مراد خان منتظم الدوله، برادر سردار اقبال.
18. پرویز خان اسفندیاری زراسوند ، برادر سردار اقبال.
19. اسماعیل خان اسفندیاری زراسوند، برادر سردار اقبال.
20. حیدرقلی خان اعتماد السلطنه، برادر سردار اقبال.
21. محمّد یوسف خان امیر مجاهد.
22. رحیم خان امیر بختیاری، پسر امیر مجاهد.
23. علی محمّد خان، ایل بیگ بختیاری.
24. آقا گودرز احمد خسروی زراسوند.
25. موسی خان بختیار، بهادرالسلطنه.
26. حاج سلطان علی خان، شهاب السلطنه.
27. سلطان مراد خان، منتظم الدوله.
28. میرزا آقاخان، ایل بیگ بختیاری.
29. سالار احتشام.

۳۰ اسماعیل خان زراسوند.
۳۱. آخیرالله جانکی (جلیل پور).
1. مصطفی خان عجمی بهداروند.
2. آ اسکندر کریمی بابا احمدی.
3. آلطف الله (لطفه) احمد خسروی بختیاری، به احتمال قوی وی لطفعلی خسروی، پسر آفرامرز باشد.
4. آنصرالله ململی بختیاری،
5. معظّم الدوله. (شاید همان سلطان مراد خان منتظم الدوله باشد)
6. آجهانبخش طهماسبی راکی

از طوایف این روستا می‌توان به ایل جلیل اشاره کرد